# Parafia Świętej Rodziny w Słupsku
Parafia pw. Świętej Rodziny w Słupsku – rzymskokatolicka parafia należąca do dekanatu Słupsk Zachód, diecezji koszalińsko-kołobrzeskiej, metropolii szczecińsko-kamieńskiej. Siedziba parafii mieści się przy ul. Grottgera 9 w Słupsku.

## Historia
Parafia została utworzona 1 lipca 1948 roku przez gorzowskiego administratora apostolskiego Edmunda Nowickiego. Położona jest w dzielnicy Zatorze. W latach 1948–1977 była to jedyna parafia w tej dzielnicy. Od 1949 obsługiwana jest przez księży Salezjanów.

### Kościół parafialny
Kościół pw. Świętej Rodziny w Słupsku

### Proboszczowie
| Proboszczowie                    | Okresy urzędowania w Parafii | Źródła |
| -------------------------------- | ---------------------------- | ------ |
| ks. Jan Zieja                    | 1947–1949                    | [ 1 ]  |
| ks. Franciszek Krajewski SDB     | 1949–1952                    | [ 1 ]  |
| ks. Stefan Blezień SDB           | 1952–1959                    | [ 1 ]  |
| ks. Jan Stanek SDB               | 1959–1971                    | [ 1 ]  |
| ks. Stanisław Jezierski SDB      | 1971–1980                    | [ 1 ]  |
| ks. Stanisław Jankowiak SDB      | 1980–1986                    | [ 1 ]  |
| ks. Stefan Metrycki SDB          | 1986–1991                    | [ 1 ]  |
| ks. Andrzej Przybyła SDB         | 1991–1997                    | [ 1 ]  |
| ks. Stanisław Styrna SDB         | 1997–2000                    | [ 1 ]  |
| ks. Janusz Sikora SDB            | 2000–2006                    | [ 1 ]  |
| ks. Tadeusz Itrych SDB           | 2006–2012                    | [ 1 ]  |
| ks. Wiesław Pluto-Prądzyński SDB | 2012–2017                    | [ 1 ]  |
| ks. Andrzej Marchewka SDB        | 2017–2023                    |        |
| ks. Dariusz Dynak-Michalski SDB  | od 2023                      |        |